# Birnbaum (Klimt)
Birnbaum (Pereira) é uma pintura a óleo sobre tela e folhas de ouro do pintor simbolista austríaco Gustav Klimt, datada de 1903, a Fase Dourada do artista. A pintura foi realizada enquanto Klimt se encontrava de férias em Litzlberg. Cada ponto de cor é uma fruta, uma folha ou uma flôr.
O trabalho do artista não tinha a intenção de homenagear o espetáculo da natureza, como faziam os impressionistas franceses; o que lhe interessava era a representação particular de um grande todo, como uma entidade ampla e mística. Tal objetivo fica evidente na obra Pereira, que se conecta ao pontilhismo dos neo-impressionistas. O processo dá a impressão de infinitude às folhagens e as árvores do quadro.